# Дібрівка (Подільський район)
Ді́брівка — село Куяльницької сільської громади в Подільському районі Одеської області, Україна. Населення становить 458 осіб.

## Історія
Під час організованого радянською владою Голодомору 1932—1933 років померло щонайменше 29 жителів села.
1 лютого 1945 р. село Ксьондзівка перейменували на село Дібрівка і Ксьондзівську сільраду — на Дібрівську.
12 червня 2020 року, відповідно до Розпорядження Кабінету Міністрів України від № 724-р «Про визначення адміністративних центрів та затвердження територій територіальних громад Одеської області», увійшло до складу Куяльницької сільської територіальної громади.
19 липня 2020 року, в результаті адміністративно-територіальної реформи і ліквідації Подільського району (1923-2020), село увійшло до складу новоутвореного Подільського району Одеської області.

## Населення
Згідно з переписом УРСР 1989 року чисельність наявного населення села становила 504 особи, з яких 221 чоловік та 283 жінки.
За переписом населення України 2001 року в селі мешкало 450 осіб.

### Мова
Розподіл населення за рідною мовою за даними перепису 2001 року:
| Мова       | Відсоток |
| ---------- | -------- |
| українська | 92,36 %  |
| молдовська | 4,37 %   |
| російська  | 3,06 %   |
| інші       | 0,21 %   |